# Mansaf
Mansaf ( en árabe  منسف)  es un plato tradicional de la cocina jordana, Gastronomía de Siria, tan popular que se puede decir que es el plato nacional de Jordania. A pesar de esto el Mansaf puede encontrarse fácilmente en cualquiera de los restaurantes de los países de la zona. Los principales ingredientes de este plato son cordero o cabra, arroz y un yogur seco denominado jameed.
Se trata de un plato de origen beduino. Con la variación Siria que es con trigo y es el plato tradicional de los Drusos en la región fronteriza con Jordania 

## Características
El cordero o cabra, se cuece durante un tiempo en el propio yogur y el arroz se cuece aparte en agua mientras que se tiñe de color amarillo debido al uso de cúrcuma. Los tres ingredientes del Mansaf se sirven con un fino pan denominado Markook o pan Shrak que se pone en el fondo de la fuente. El arroz cubre el pan y la carne se pone sobre el arroz. Tradicionalmente se ha puesto la cabeza del animal en el vértice superior de la fuente del Mansaf. La salsa de yogur (jameed) se vierte según el gusto de los comensales sobre la misma fuente. El Mansaf puede ser decorado en sus extremos con nueces, almendras o piñones.
Este plato se ha considerado de forma tradicional como un plato servido colectivamente en una gran fuente plana a la que cada uno de los comensales se acerca para tomar su porción con la mano derecha, en vez de emplearse cubertería. No obstante en los Restaurantes se puede tomar con cuchara servido sobre un plato.